# Elvira Rodríguez

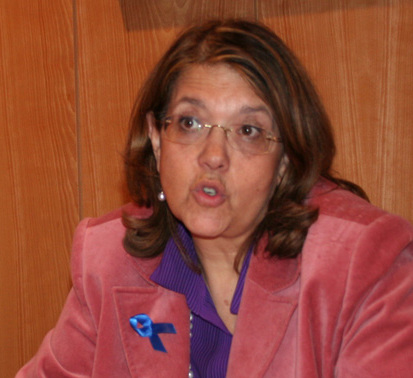
Elvira Rodriguez (März 2007)

María Elvira Rodríguez Herrer (* 15. Mai 1949 in Madrid) ist eine spanische Politikerin. Die Wirtschaftswissenschaftlerin war von Februar 2003 bis April 2004 Umweltministerin in der Regierung von José María Aznar. 2012 bis 2016 war sie Präsidentin der Finanzaufsichtsbehörde Comisión Nacional del Mercado de Valores.

## Werdegang
Rodríguez studierte Wirtschafts- und Politikwissenschaften an der Universität Complutense Madrid. Nach der Regierungsübernahme durch die Partido Popular nach den Parlamentswahlen von 1996 wurde sie unter Wirtschaftsminister Rodrigo Rato für den Haushalt zuständige Generaldirektorin. Ein Jahr später wechselte sie als Vertreterin der Staatsregierung in die Gemeinsamen Kommission der Autonomen Gemeinschaft Baskenland. 
Nach den Parlamentswahlen von 2000 wurde sie zur Staatssekretärin für Haushalt und Ausgaben ernannt, von dort wechselte sie Ende Februar 2003 nach dem Rücktritt von Jaume Matas aufgrund der Krisenmanagements rund um den Untergang des Öltankers Prestige an die Spitze des Umweltministeriums. Nach einem Regierungswechsel in Folge der Parlamentswahlen von 2004 wurde sie von der Sozialistin Cristina Narbona beerbt und war in der Folge einfache Abgeordnete des Congreso de los Diputados. Unter Esperanza Aguirre gehörte sie zwischen 2006 und 2007 als Ministerin für Verkehr der Regierung der Autonomen Gemeinschaft Madrid an, anschließend war sie Präsidentin des Madrider Parlaments. Ab dem 28. September 2012 war sie Präsidentin der Finanzaufsichtsbehörde Comisión Nacional del Mercado de Valores, im Herbst 2016 übergab sie die Leitung an Sebastián Albella. Im März 2017 übernahm sie den Vorsitz beim Staatsunternehmen Tragsa.